# Premnornis
Premnornis is een geslacht van zangvogels uit de familie ovenvogels (Furnariidae).

## Soorten
Het geslacht kent de volgende soort:
- Premnornis guttuliger – Roestvleugelboomloper